# 向着光
《向着光》（日語：ヒカリヘ）是日本女歌手miwa的第9張單曲，於2012年8月15日由Sony Music Records發行。

## 發行
《向着光》距離前作《單戀》發行約6個月，為miwa於2012年發行的第2張單曲。單曲分為通常版和初回生産限定版；其中初回生産限定版附送DVD，收錄了miwa於2012年6月24日在澀谷公會堂的演唱會錄影。

## 歌曲
A面曲《向着光》（ヒカリヘ）是由小栗旬主演的富士月九劇《RICH MAN, POOR WOMAN》的主題曲，以及豐田汽車「COROLLA×RICH MAN, POOR WOMAN」的廣告歌曲。這是miwa自《FRiDAY-MA-MAGiC》再次為電視劇製作主題曲，亦是她首次為富士月九劇寫主題曲。
這首歌是miwa讀完劇本後寫下的。她就這首歌評論說「挑戰了至今（自己）的歌曲中未有過的、新的聲音」。她亦表示劇中女主角（夏井真琴）跟她一樣是大學四年級生，因此立即就有了共鳴。該劇的製作人増本淳評論說「她比我們更接近地感受女主角的心情，並在歌詞上投影出來」。另外，miwa曾說，她製作這首歌時正在閱讀川上未映子的小說《所有夜晚的戀人們》（すべて真夜中の恋人たち），故受到當中「將光深刻地描繪的情節」所影響。
B面曲《Napa》和《HiKARiE Remix 〜English version〜》（《向着光》的英語版）都是《RICH MAN, POOR WOMAN》的插曲。此外，《為了讓我就是我》（僕が僕であるために）是2010年上映的電影《五彩繽紛》的主題曲，是miwa翻唱自尾崎豐的歌曲。這首翻唱歌曲曾於2010年8月以付費下載的形式發行。

## 排行榜成績
《向着光》的首周銷量約為2.8萬張，取得該周的Oricon公信榜單曲周榜第4名，為miwa當時取得過的最高排名。單曲於該排行榜連續7星期都位於首20名內。
A面曲《向着光》於2012年7月25日以付費下載的形式開始發行。這首歌曲於8月22日在RecoChoku四個排行榜上都取得首名，包括（RecoChoku排行榜）、（手機歌曲鈴聲）、（手機旋律鈴聲）和（RecoChoku 電視/廣告/電影，完整）。此外，這首歌在7月和8月的RecoChoku手機歌曲鈴聲排行榜都取得月榜首名。

## 收錄歌曲
| CD   | CD                                | CD                      | CD     | CD       | CD   |
| 曲序 | 曲目                              |                         | 作曲   | 編曲     | 时长 |
| ---- | --------------------------------- | ----------------------- | ------ | -------- | ---- |
| 1.   | 向着光（ヒカリヘ）                        | miwa                    | miwa   | Naoki-T  | 4:53 |
| 2.   | Napa                              | miwa                    | miwa   | 根岸孝旨 | 5:10 |
| 3.   | HiKARiE Remix 〜English version〜 | miwa／Nash&Gene（譯詞） | miwa   | Naoki-T  | 5:08 |
| 4.   | 向着光 〜instrumental〜           | －                      | －     | －       |      |
| 5.   | 為了讓我就是我（僕が僕であるために）                | 尾崎豐                  | 尾崎豐 | 松浦晃久 | 5:00 |

| DVD（初回生産限定版） | DVD（初回生産限定版） |
| 曲序                  | 曲目                  |
| --------------------- | --------------------- |
| 1.                    | "guitarium"tour final |

## 註腳
1. ↑  miwa上一首為富士電視台寫的主題曲則是其出道作《don't cry anymore》。
2. ↑  日文原文：[5]
3. ↑  日文原文：[6]

## 外部連結
- Sony Music（日語）
- 原文歌詞（页面存档备份，存于）（日語）